# Iglesia de Nuestra Señora de Septiembre (Butrera)
La iglesia de Nuestra Señora de Septiembre es un templo católico de la localidad española de Butrera, en la provincia de Burgos.

## Descripción
El edificio se encuentra en la localidad burgalesa de Butrera, perteneciente al municipio de Merindad de Sotoscueva, en la comunidad autónoma de Castilla y León. De estilo románico, su construcción se remonta al siglo XII.
Fue declarada monumento histórico-artístico, de carácter nacional, el 2 de febrero de 1983, mediante un decreto publicado el 22 de marzo de ese mismo año en el Boletín Oficial del Estado, con la rúbrica de rey Juan Carlos I y del entonces ministro de Cultura Javier Solana. En la actualidad cuenta con el estatus de bien de interés cultural.